# Betuloxys sugonyaevi
Betuloxys sugonyaevi är en stekelart som beskrevs av Hagop Haroutune Davidian 2005. Betuloxys sugonyaevi ingår i släktet Betuloxys och familjen bracksteklar. Inga underarter finns listade.